# Amöneburg

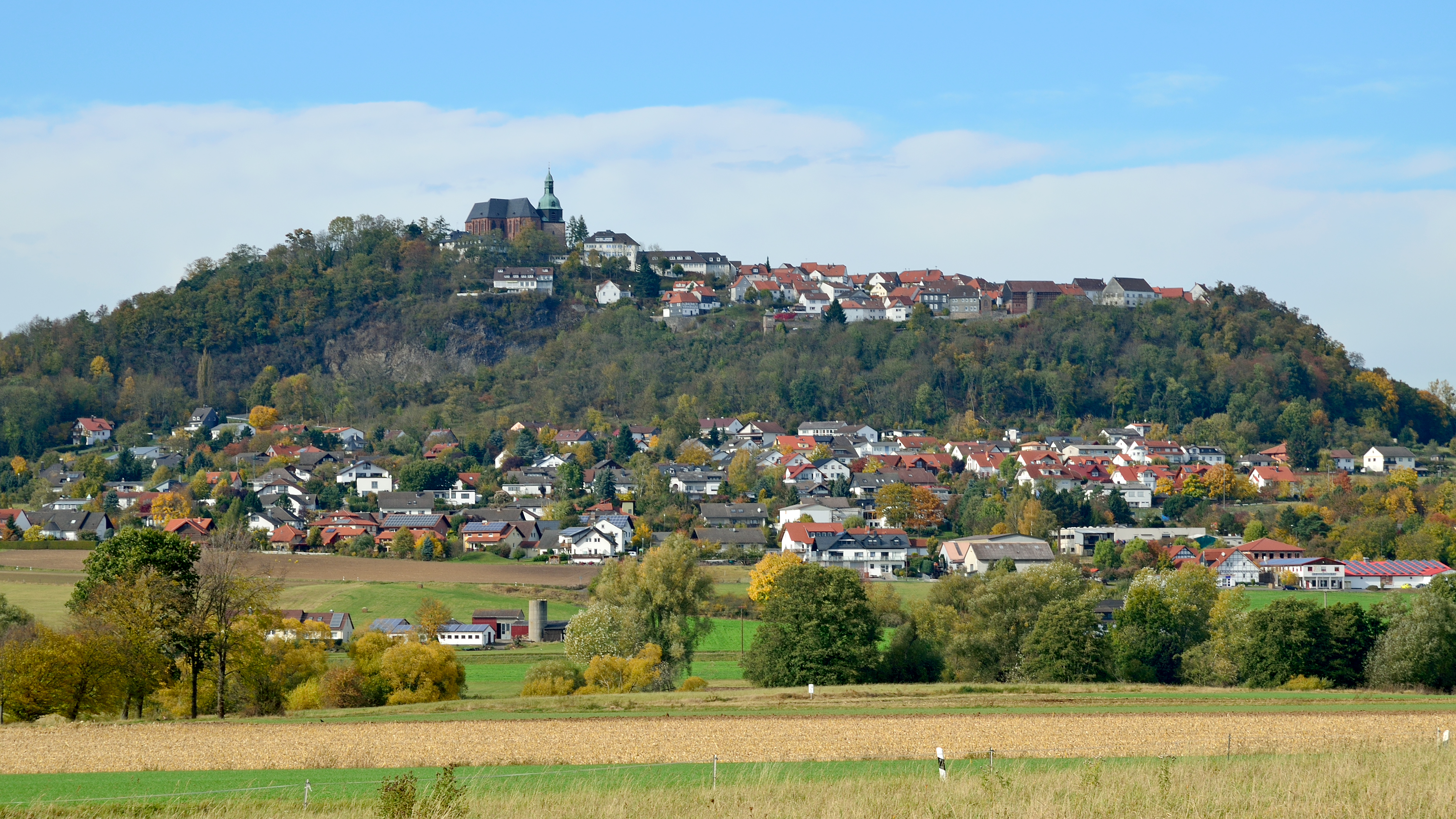
Stadtansicht von Süd-Osten

Amöneburg [aˈmøːnəbʊrk] ⓘ ist eine Landstadt im mittelhessischen Landkreis Marburg-Biedenkopf. Sie liegt auf dem 365 m hohen, nördlichsten Aufschluss des Vogelsberg-Vulkanismus, dem Berg Amöneburg mit der Burg Amöneburg am Gipfel. Die Stadt hat ihren Namen ursprünglich von dem in der Nähe vorbeifließenden Fluss Ohm und von der auf der Kuppe des ehemaligen Vulkans liegenden Burg.

## Geographie

### Geographische Lage
Amöneburg liegt etwa 16 km östlich von Marburg auf einem weithin sichtbaren Basalt-Kegel über der Ohm, einem linken Nebenfluss der Lahn, inmitten des Amöneburger Beckens, einer der größten zusammenhängenden Ackerflächen Hessens, dessen einzige nennenswerte Erhebung die Amöneburg darstellt. Dieses Becken trennt die Amöneburg von den 5 bis 7 km entfernten Höhenzügen Burgwald (im Nordwesten), Oberhessische Schwelle (von Norden bis Südosten), Lumda-Plateau (auch Vorderer Vogelsberg genannt) im Süden und den Lahnbergen im Westen. Unmittelbar unterhalb Amöneburgs liegt zum Schutz der flussabwärts an der Ohm gelegenen Ortschaften der Südostteil des Hochwasserrückhaltebeckens Kirchhain/Ohm. Umgeben ist Amöneburg von den Nachbargemeinden Kirchhain im Norden, Stadtallendorf im Osten, Homberg (Ohm) (Vogelsbergkreis) im Südosten sowie Ebsdorfergrund im Westen.

### Klima
Der Jahresniederschlag beträgt 630 mm. Die Niederschläge liegen im unteren Drittel der in Deutschland erfassten Werte. An 26 % der Messstationen des Deutschen Wetterdienstes werden niedrigere Werte registriert. Der trockenste Monat ist der Februar, die meisten Niederschläge fallen im Mai mit 1,6mal mehr als im Februar. Die Niederschläge variieren nur minimal und sind extrem gleichmäßig über das Jahr verteilt. An nur 4 % der Messstationen werden niedrigere jahreszeitliche Schwankungen registriert.

### Ortsteile
Die Kernstadt Amöneburgs teilt sich auf in die Altstadt (Oberstadt) auf den Höhen des Basaltkegels und die jüngere Südoststadt am Hang, die sich bis zur Brücker Mühle an der Ohm zieht. Die Liegenschaften der Altstadt umfassen eine Fläche von 11,0 ha und haben einen Umfang von 1450 m. Sie können fast komplett durch einen rund 1250 m langen und 10,7 ha umfassenden Rundweg umschritten werden. Die Besitztümer des Bistums Fulda mit der Stiftsschule St. Johann, der Johanneskirche und dem Friedhof umfassen allein rund 1,8 ha der Altstadt, das Gebiet der Burg Amöneburg noch einmal 0,42 ha (4200 m²); der Marktplatz ist inklusive seiner umgebenden Straßen und Bürgersteige 0,37 ha (3700 m²) groß.
Innerhalb der Amöneburger Gemarkung, jedoch etwa 3 km von der Kernstadt entfernt, liegt, an der Stadtgrenze zu Kirchhain und nah der zu Stadtallendorf, das Landgut Schloss Plausdorf, das 1928 eingemeindet wurde.
Neben der Kernstadt und den Wüstungen und Gehöften der Amöneburger Gemarkung gehören seit dem Jahr 1971 vier ehemals eigenständige Dörfer zur Stadt, von denen zwei ähnliche Einwohnerzahlen wie die Kernstadt vorweisen können (Stand: 30. Juni 2010):
- Amöneburg (1517 Einwohner)
- Erfurtshausen (602 Einwohner)
- Mardorf (1587 Einwohner)
- Roßdorf (1332 Einwohner)
- Rüdigheim (643 Einwohner)

Der Ortsteil Rüdigheim liegt südöstlich der Kernstadt im Osten des Beckens; die Ortsteile Roßdorf, Mardorf und Erfurtshausen erstrecken sich weiter südlich, in unmittelbarer nördlicher Nachbarschaft zum Lumda-Plateau, auf welchem sich mit der 406,8 m hohen Mardorfer Kuppe auch die höchste Erhebung des Gemeindegebietes befindet.

### Wüstungen

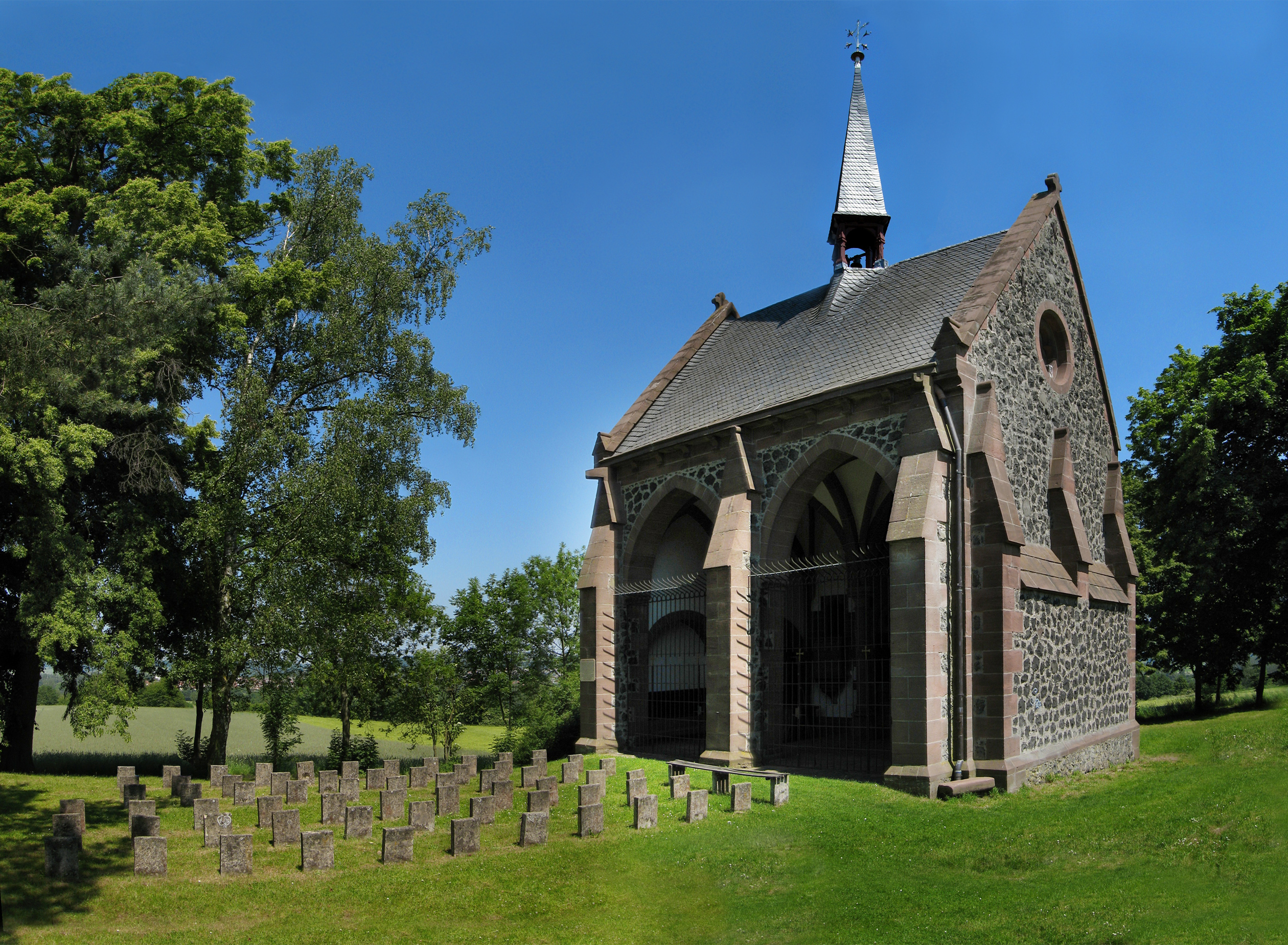
Magdalenenkapelle der Wüstung Lindau

Um Amöneburg liegen die Wüstungen Brück, Brunsfort, Gerende, Heuchelheim, Lindau, Radenhausen und Wanehusen.

### Nachbargemeinden
Nachbargemeinden sind Stadtallendorf im Osten, Kirchhain im Norden, Marburg im Westen, Ebsdorfergrund im Südwesten (alle im Landkreis Marburg-Biedenkopf) und Homberg (Ohm) (Vogelsbergkreis) im Südosten.
Mit Marburg gibt es keine direkte Gemeindegrenze. Zwar sind die auf direktem Wege über die L 3289 verbundenen, etwa 4 km voneinander entfernten Dörfer Roßdorf (Amöneburg) und Schröck (Marburg) Nachbardörfer, jedoch führt diese Straße etwa einen Kilometer über randliches Gemeindegebiet von Ebsdorfergrund.

## Geschichte

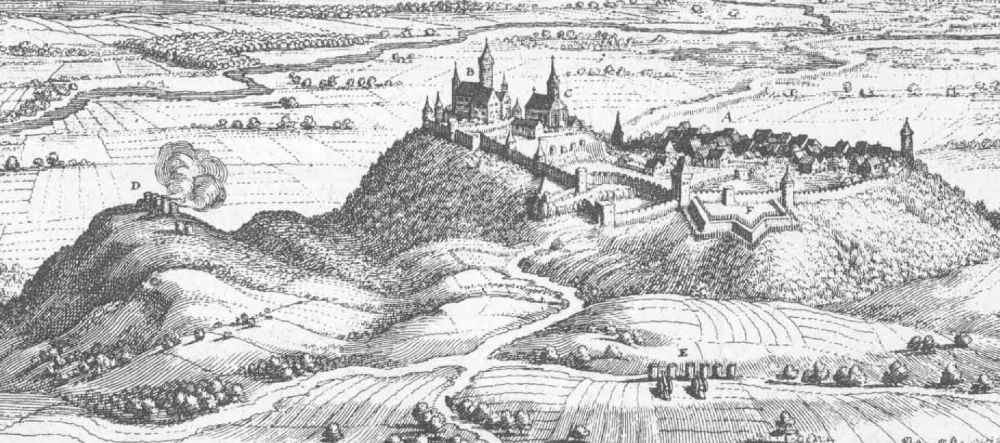
Amöneburg – Auszug aus der Topographia Hassiae von Matthäus Merian dem Jüngeren 1655

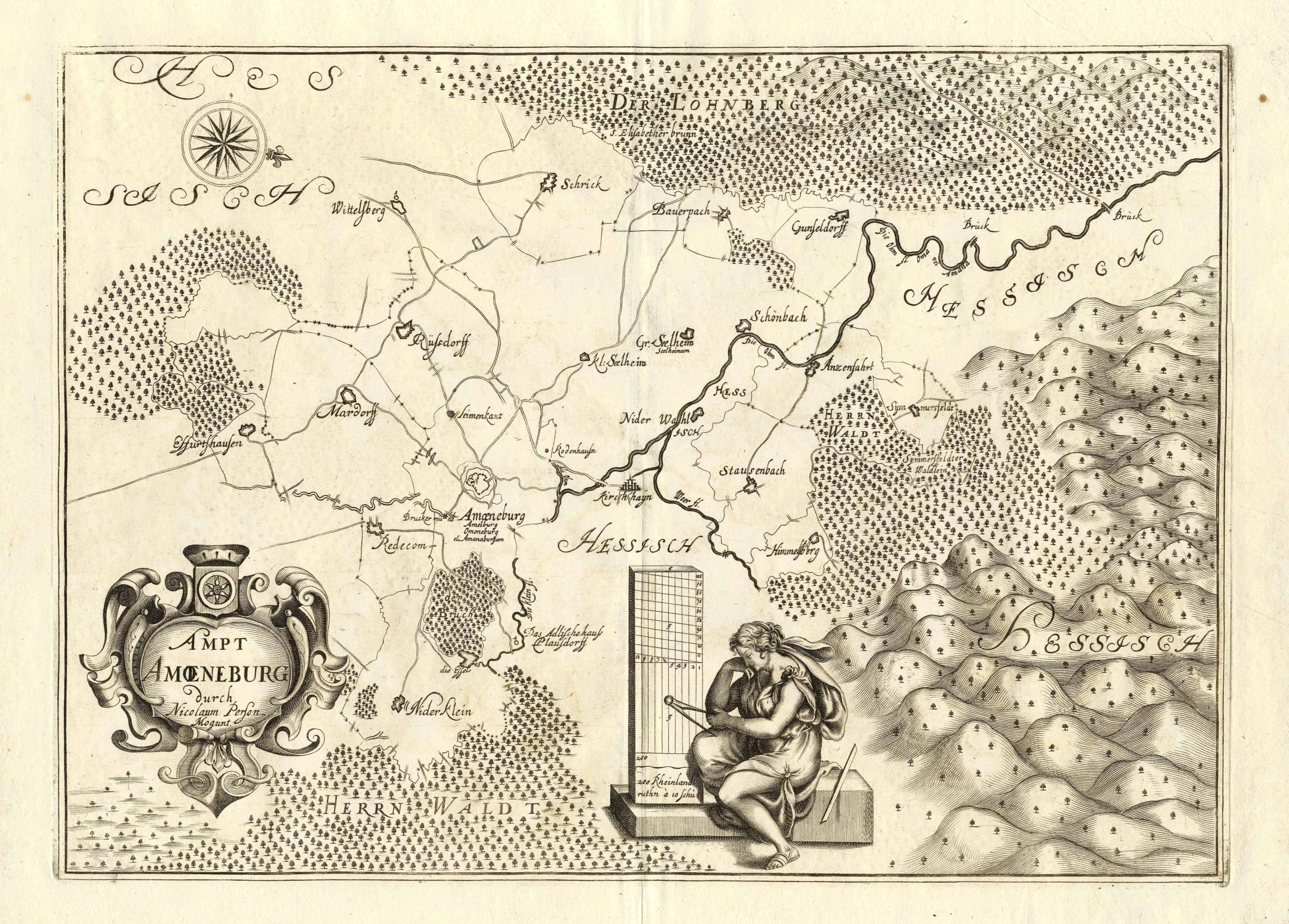
Amöneburg und Umgebung im Jahre 1694: Kupferstich des Mainzer Kartographen Nikolaus Person

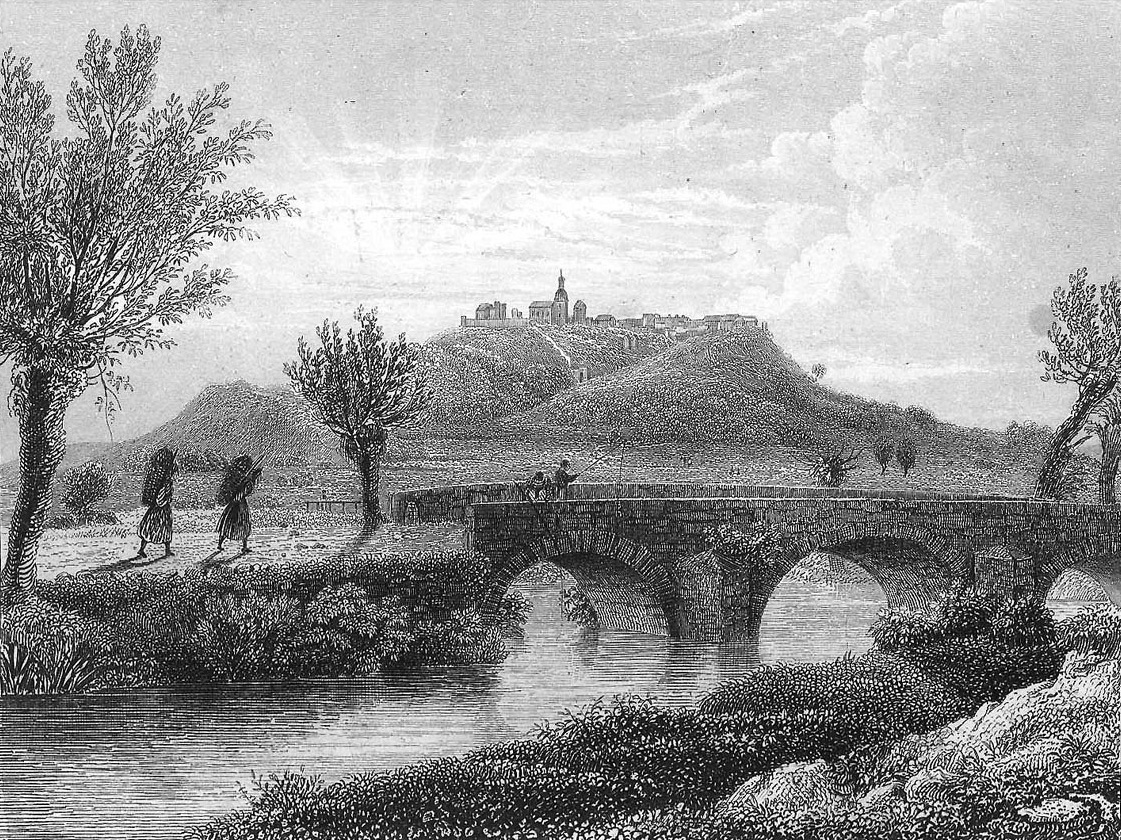
Amöneburg um 1850, Stahlstich von Henry Winkles

### Historische Namensformen
Historisch dokumentierte urkundliche Erwähnungen des Ortes (in Klammern das Jahr der Erwähnung) sind: Amanaburch (721), Hamanaburch (11. Jahrhundert), Ameneburc (1111/1137), Amerburch (1250/60), Amelburg (1295), Ammeneburg (um 1364), Omelburg (1457), Amenburg (1457), Amoeneburg (1493), Omenburg (1515) und Amaeneburg (1564).

### Ortsgeschichte
Bodenfunde belegen, dass das Gebiet schon in der jüngeren Steinzeit besiedelt war, so u. a. ein Gefäß der Rössener Kultur sowie das Bruchstück einer Streitaxt aus Stein und ein weiteres Steinbeil, datiert um 2000 v. Chr. In der keltischen Zeit wird eine Stadtsiedlung (Oppidum) angenommen.
Im Jahre 721 gründete Bonifatius unterhalb der Burg Amöneburg eine Klosterzelle, die er 732 um eine dem Erzengel Michael geweihte Kirche erweiterte. Das damit verbundene kleine Kloster war zunächst wohl reichsunmittelbar und wurde um 1120 unter Erzbischof Adalbert I. Mainzer Eigenkloster.
Südlich von Amöneburg befindet sich die Ruine der Wenigenburg aus dem 12. Jahrhundert.
Seit der Mitte des 12. Jahrhunderts gehörten große Teile Hessens zur Landgrafschaft Thüringen und ab 1247 zur Landgrafschaft Hessen, die bis in die erste Hälfte des 15. Jahrhunderts mit dem Erzbistum Mainz um die Vorherrschaft in Nord- und Mittelhessen konkurrierte. Auch nachdem die Landgrafen 1427 endgültig gesiegt hatten, verblieben Kurmainz einige Besitzungen als Exklaven in hessischem Gebiet. Dazu gehörte auch der Sprengel Amöneburg.
Während des Dreißigjährigen Krieges wurden Stadt und Burg Amöneburg mehrfach besetzt. 1621 eroberte Christian von Braunschweig-Wolfenbüttel die Stadt und die Burg. In den folgenden Jahren wurden die Verteidigungsanlagen wieder instand gesetzt und ausgedehnte Schanzen angelegt. Die Befestigung ist auf dem Kupferstich von Matthäus Merian aus dem Jahr 1655 zu erkennen. Am 6. November 1640 wurde die Stadt von kaiserlichen Truppen erobert. Am 19. Juni 1646 kam es zu einer erneuten Eroberung der Stadt durch hessische und schwedische Truppen unter General Carl Gustav Wrangel.
An der Brücker Mühle befindet sich die steinerne Ohmbrücke, ein historisch wichtiger Straßenübergang. Bedeutung erhielt sie durch das Gefecht der Hessen, Hannoveraner und Braunschweiger gegen die Franzosen im Jahre 1762, die Schlacht an der Brücker Mühle im Siebenjährigen Krieg. Bei dem 14-stündigen Kampf am 21. September 1762 gab es 527 Tote und 1363 Verletzte auf beiden Seiten, jedoch keinen Gewinner. Einige Wochen danach wurde ein Waffenstillstand unterzeichnet.
Als Folge des Reichsdeputationshauptschlusses von 1803 wurde Amöneburg mit den anderen ehemaligen Mainzer Exklaven Fritzlar, Naumburg und Neustadt zum sogenannten Fürstentum Fritzlar vereinigt und in die Landgrafschaft Hessen-Kassel eingegliedert, deren Regent gleichzeitig zum Kurfürsten erhoben wurde. Mit der Annexion von Hessen-Kassel durch Preußen im Jahre 1866 wurde Amöneburg preußisch.
Bei Amöneburg befand sich eine Wasserburg aus dem 11. bis 12. Jahrhundert, die Burg Radenhausen.
1821 bis 1932 war Amöneburg Sitz des Justizamtes bzw. Amtsgerichtes Amöneburg.

### Eingemeindungen
Im Zuge der Gebietsreform in Hessen wurden am 31. Dezember 1971 die bis dahin selbständigen Gemeinden Erfurtshausen, Mardorf, Roßdorf und Rüdigheim auf freiwilliger Basis nach Amöneburg eingemeindet. Für die Gebiete der ehemaligen Gemeinden und der Kernstadt wurde je ein Ortsbezirk eingerichtet.

### Verwaltungsgeschichte im Überblick
Die folgende Liste zeigt die Staaten und Verwaltungseinheiten, denen Amöneburg angehört(e):
- vor 1803: Heiliges Römisches Reich, Kurfürstentum Mainz, Oberamt Amöneburg[15]
- ab 1803: Heiliges Römisches Reich, Landgrafschaft Hessen-Kassel,[Anm. 2] Fürstentum Fritzlar, Amt Amöneburg
- ab 1806: Landgrafschaft Hessen-Kassel, Fürstentum Fritzlar, Amt Amöneburg
- 1807–1813: Königreich Westphalen,[Anm. 3] Departement der Werra, Distrikt Marburg, Kanton Amöneburg
- ab 1815: Kurfürstentum Hessen,[Anm. 4] Fürstentum Fritzlar, Amt Amöneburg[16]
- ab 1821: Kurfürstentum Hessen, Provinz Oberhessen, Kreis Kirchhain[17][Anm. 5]
- ab 1848: Kurfürstentum Hessen, Bezirk Marburg
- ab 1851: Kurfürstentum Hessen, Provinz Oberhessen, Kreis Kirchhain
- ab 1867: Königreich Preußen,[Anm. 6] Provinz Hessen-Nassau, Regierungsbezirk Kassel, Kreis Kirchhain
- ab 1871: Deutsches Reich, Provinz Hessen-Nassau, Regierungsbezirk Kassel, Kreis Kirchhain
- ab 1918: Deutsches Reich, Freistaat Preußen, Provinz Hessen-Nassau, Regierungsbezirk Kassel, Kreis Kirchhain
- ab 1932: Deutsches Reich, Freistaat Preußen, Provinz Hessen-Nassau, Regierungsbezirk Kassel, Kreis Marburg
- ab 1944: Deutsches Reich, Freistaat Preußen, Provinz Kurhessen, Kreis Marburg
- ab 1945: Deutsches Reich, Amerikanische Besatzungszone,[Anm. 7] Groß-Hessen, Regierungsbezirk Kassel, Kreis Marburg
- ab 1946: Deutsches Reich, Amerikanische Besatzungszone, Hessen, Regierungsbezirk Kassel, Kreis Marburg
- ab 1949: Bundesrepublik Deutschland, Hessen, Regierungsbezirk Kassel, Kreis Marburg
- ab 1974: Bundesrepublik Deutschland, Hessen, Regierungsbezirk Kassel, Landkreis Marburg-Biedenkopf
- ab 1981: Bundesrepublik Deutschland, Hessen, Regierungsbezirk Gießen, Landkreis Marburg-Biedenkopf

### Gerichte seit 1821
Mit Edikt vom 29. Juni 1821 wurden in Kurhessen Verwaltung und Justiz getrennt. Der Kreis Kirchhain war für die Verwaltung und das Justizamt Amöneburg war als Gericht erster Instanz für Amöneburg zuständig. Das Justizamt Amöneburg war bis 1831 Assistenzamt des Justizamts Kirchhain und danach selbständiges Justizamt. Nach der Annexion Kurhessens durch Preußen 1866 erfolgte am 1. September 1867 die Umbenennung des bisherigen Justizamtes in Amtsgericht Kirchhain. und ihm wurde gleichzeitig der Bezirk des aufgehobenen Justizamts Amöneburg zugeteilt. Die Aufhebung des Justizamtes Amöneburg wurde aber schon bald revidiert und es wurde ab 1. Januar 1868 als Amtsgericht Amöneburg weitergeführt. Auch mit dem Inkrafttreten des Gerichtsverfassungsgesetzes von 1879 blieb das Amtsgericht Kirchhain mit seinem Namen bestehen. Zum 1. Oktober 1932 wurde das Amtsgericht Amöneburg dann endgültig aufgehoben und sein Sprengel dem des Amtsgerichts Kirchhain zugeordnet.

## Bevölkerung

### Einwohnerstruktur 2011
Nach den Erhebungen des Zensus 2011 lebten am Stichtag, dem 9. Mai 2011, in Amöneburg 5140 Einwohner. Nach dem Lebensalter waren 990 Einwohner unter 18 Jahren, 2196 zwischen 18 und 49, 1056 zwischen 50 und 64 und 861 Einwohner waren älter. Unter den Einwohnern waren 92 (1,8 %) Ausländer, von denen 48 aus dem EU-Ausland, 22 aus anderen europäischen Ländern und 26 aus anderen Staaten kamen. (Bis zum Jahr 2020 erhöhte sich die Ausländerquote auf 2,4 %.) Die Einwohner lebten in 2052 Haushalten. Davon waren 477 Singlehaushalte, 486 Paare ohne Kinder und 843 Paare mit Kindern, sowie 204 Alleinerziehende und 42 Wohngemeinschaften. In 309 Haushalten lebten ausschließlich Senioren und in 1395 Haushaltungen lebten keine Senioren.

### Einwohnerentwicklung
Quelle: Historisches Ortslexikon
- 1578: ca. 120 Bürger
- 1635: (Verlust durch Pest: ein Drittel der Einwohner)
- 1659: 100 Haushaltungen (14 davon Beisassen)
- 1664: 101 Haushaltungen
- 1747: 509 Einwohner
- 1838: Familien: 146 nutzungsberechtigte, 10 nicht nutzungsberechtigte Ortsbürger, 22 Beisassen

| Amöneburg: Einwohnerzahlen von 1811 bis 2015 | Amöneburg: Einwohnerzahlen von 1811 bis 2015 | Amöneburg: Einwohnerzahlen von 1811 bis 2015 | Amöneburg: Einwohnerzahlen von 1811 bis 2015 | Amöneburg: Einwohnerzahlen von 1811 bis 2015 |
| --- | -------------------------------------------- | -------------------------------------------- | -------------------------------------------- | -------------------------------------------- |
| Jahr |                                              |                                              |                                              | Einwohner                                    |
| 1811 | 1811                                         |                                              | 1.007                                        | 1.007                                        |
| 1834 | 1834                                         |                                              | 1.078                                        | 1.078                                        |
| 1840 | 1840                                         |                                              | 1.143                                        | 1.143                                        |
| 1846 | 1846                                         |                                              | 1.182                                        | 1.182                                        |
| 1852 | 1852                                         |                                              | 1.213                                        | 1.213                                        |
| 1858 | 1858                                         |                                              | 1.146                                        | 1.146                                        |
| 1864 | 1864                                         |                                              | 1.073                                        | 1.073                                        |
| 1871 | 1871                                         |                                              | 999                                          | 999                                          |
| 1875 | 1875                                         |                                              | 986                                          | 986                                          |
| 1885 | 1885                                         |                                              | 974                                          | 974                                          |
| 1895 | 1895                                         |                                              | 855                                          | 855                                          |
| 1905 | 1905                                         |                                              | 862                                          | 862                                          |
| 1910 | 1910                                         |                                              | 880                                          | 880                                          |
| 1925 | 1925                                         |                                              | 897                                          | 897                                          |
| 1939 | 1939                                         |                                              | 880                                          | 880                                          |
| 1946 | 1946                                         |                                              | 1.233                                        | 1.233                                        |
| 1950 | 1950                                         |                                              | 1.235                                        | 1.235                                        |
| 1956 | 1956                                         |                                              | 1.136                                        | 1.136                                        |
| 1961 | 1961                                         |                                              | 1.184                                        | 1.184                                        |
| 1967 | 1967                                         |                                              | 1.156                                        | 1.156                                        |
| 1972 | 1972                                         |                                              | 4.529                                        | 4.529                                        |
| 1975 | 1975                                         |                                              | 4.590                                        | 4.590                                        |
| 1980 | 1980                                         |                                              | 4.772                                        | 4.772                                        |
| 1985 | 1985                                         |                                              | 4.844                                        | 4.844                                        |
| 1990 | 1990                                         |                                              | 5.024                                        | 5.024                                        |
| 1995 | 1995                                         |                                              | 5.231                                        | 5.231                                        |
| 2000 | 2000                                         |                                              | 5.298                                        | 5.298                                        |
| 2005 | 2005                                         |                                              | 5.300                                        | 5.300                                        |
| 2010 | 2010                                         |                                              | 5.162                                        | 5.162                                        |
| 2011 | 2011                                         |                                              | 5.140                                        | 5.140                                        |
| 2015 | 2015                                         |                                              | 5.125                                        | 5.125                                        |
| Datenquelle: Historisches Gemeindeverzeichnis für Hessen: Die Bevölkerung der Gemeinden 1834 bis 1967. Wiesbaden: Hessisches Statistisches Landesamt, 1968. Weitere Quellen: LAGIS; 1972:; Hessisches Statistisches Informationssystem; Zensus 2011 Ab 1972 einschließlich der im Zuge der Gebietsreform in Hessen eingegliederten Orte. |                                              |                                              |                                              |                                              |

### Historische Religionszugehörigkeit
Quelle: Historisches Ortslexikon
- 1861: 041 evangelisch-lutherische, 34 evangelisch-reformierte, 943 römisch-katholische Einwohner
- 1885: 079 evangelische (8,11 %), 846 katholische (86,86 %), 49 jüdische (5,03 %) Einwohner
- 1961: 129 evangelische (10,90 %), 1049 katholische (88,60 %) Einwohner
- 1987: 565 evangelische (= 11,5 %), 4120 katholische (= 83,7 %), 239 sonstige (= 4,8 %) Einwohner[25]
- 2011: 941 evangelische (= 18,4 %), 3567 katholische (= 69,9 %), 597 sonstige (= 11,7 %) Einwohner[25]

### Historische Erwerbstätigkeit
Quelle: Historisches Ortslexikon
- 1838: Familien: 25 Ackerbau, 104 Gewerbe, 40 Tagelöhner
- 1961: Erwerbspersonen: 117 Land- und Forstwirtschaft, 225 Produzierendes Gewerbe, 51 Handel und Verkehr, 70 Dienstleistungen und Sonstiges.

## Politik

### Stadtverordnetenversammlung
Die Kommunalwahl am 14. März 2021 lieferte folgendes Ergebnis, in Vergleich gesetzt zu früheren Kommunalwahlen:
| Sitzverteilung in der Stadtverordnetenversammlung 2021Insgesamt 23 Sitze - SPD: 4 - Grüne: 3 - FWG: 7 - CDU: 9 | Parteien und Wählergemeinschaften | Parteien und Wählergemeinschaften           | 2021   | 2021   | 2016   | 2016   | 2011   | 2011   | 2006   | 2006   | 2001   | 2001   |
| Sitzverteilung in der Stadtverordnetenversammlung 2021Insgesamt 23 Sitze - SPD: 4 - Grüne: 3 - FWG: 7 - CDU: 9 | Parteien und Wählergemeinschaften | Parteien und Wählergemeinschaften           | %      | Sitze  | %      | Sitze  | %      | Sitze  | %      | Sitze  | %      | Sitze  |
| Sitzverteilung in der Stadtverordnetenversammlung 2021Insgesamt 23 Sitze - SPD: 4 - Grüne: 3 - FWG: 7 - CDU: 9 | CDU                               | Christlich Demokratische Union Deutschlands | 36,7   | 9      | 47,7   | 11     | 38,2   | 9      | 45,2   | 14     | 45,5   | 14     |
| Sitzverteilung in der Stadtverordnetenversammlung 2021Insgesamt 23 Sitze - SPD: 4 - Grüne: 3 - FWG: 7 - CDU: 9 | FWG                               | Freie Wählergemeinschaft Mardorf-Roßdorf    | 32,1   | 7      | 26,6   | 6      | 22,6   | 5      | 18,8   | 6      | 19,3   | 6      |
| Sitzverteilung in der Stadtverordnetenversammlung 2021Insgesamt 23 Sitze - SPD: 4 - Grüne: 3 - FWG: 7 - CDU: 9 | SPD                               | Sozialdemokratische Partei Deutschlands     | 18,5   | 4      | 25,7   | 6      | 24,8   | 6      | 22,9   | 7      | 23,1   | 7      |
| Sitzverteilung in der Stadtverordnetenversammlung 2021Insgesamt 23 Sitze - SPD: 4 - Grüne: 3 - FWG: 7 - CDU: 9 | Grüne                             | Bündnis 90/Die Grünen                       | 12,7   | 3      | —      | —      | —      | —      | —      | —      | —      | —      |
| Sitzverteilung in der Stadtverordnetenversammlung 2021Insgesamt 23 Sitze - SPD: 4 - Grüne: 3 - FWG: 7 - CDU: 9 | AWG                               | Amöneburger Wählergemeinschaft              | —      | —      | —      | —      | 11,9   | 3      | 13,1   | 4      | 12,1   | 4      |
| Sitzverteilung in der Stadtverordnetenversammlung 2021Insgesamt 23 Sitze - SPD: 4 - Grüne: 3 - FWG: 7 - CDU: 9 | FDP                               | Freie Demokratische Partei                  | —      | —      | —      | —      | 2,5    | —      | —      | —      | —      | —      |
| Sitzverteilung in der Stadtverordnetenversammlung 2021Insgesamt 23 Sitze - SPD: 4 - Grüne: 3 - FWG: 7 - CDU: 9 | Gesamt                            | Gesamt                                      | 100 %  | 23     | 100 %  | 23     | 100 %  | 23     | 100 %  | 31     | 100 %  | 31     |
| Sitzverteilung in der Stadtverordnetenversammlung 2021Insgesamt 23 Sitze - SPD: 4 - Grüne: 3 - FWG: 7 - CDU: 9 | Ungültige Stimmen                 | Ungültige Stimmen                           | 2,6 %  | —      | 3,8 %  | —      | 5,4 %  | —      | 3,6 %  | —      | 3,1 %  | —      |
| Sitzverteilung in der Stadtverordnetenversammlung 2021Insgesamt 23 Sitze - SPD: 4 - Grüne: 3 - FWG: 7 - CDU: 9 | Wahlbeteiligung                   | Wahlbeteiligung                             | 55,9 % | 55,9 % | 52,3 % | 52,3 % | 67,7 % | 67,7 % | 52,4 % | 52,4 % | 57,7 % | 57,7 % |

### Bürgermeister
Nach der hessischen Kommunalverfassung wird der Bürgermeister für eine sechsjährige Amtszeit gewählt, seit dem Jahr 1993 in einer Direktwahl, und ist Vorsitzender des Magistrats, dem in der Stadt Amöneburg neben dem Bürgermeister ehrenamtlich ein Erster Stadtrat und neun weitere Stadträte angehören. Bürgermeister ist seit dem 1. September 2023 der parteiunabhängige Andre Schlipp. Er wurde als Nachfolger von Michael Richter-Plettenberg, der nach drei Amtszeiten nicht wieder kandidiert hatte, am 5. März 2023 im ersten Wahlgang bei 57,5 Prozent Wahlbeteiligung mit 59,4 Prozent der Stimmen gewählt.
Amtszeiten der Bürgermeister
- 2023–2029 Andre Schlipp[31]
- 2005–2023 Michael Richter-Plettenberg[32]
- 2003–2005 Anders Arendt[35]
- 1997–2002 Oliver Haupt (CDU)
- 1887–1997 …
- 1866–1887 Emil Josef Ruez[36]

| Jahr           | Wahlbeteiligung | Kandidaten                  | Partei | Stimmenanteil |
| -------------- | --------------- | --------------------------- | ------ | ------------- |
| 2023           | 57,5 %          | Andre Schlipp               |        | 59,4 %        |
| 2023           | 57,5 %          | Jens Seipp                  | CDU    | 40,6 %        |
| 2017           | 64,5 %          | Michael Richter-Plettenberg |        | 57,2 %        |
| 2017           | 64,5 %          | Stefan Backhaus             |        | 41,0 %        |
| 2017           | 64,5 %          | Rainer Wiegand              |        | 01,9 %        |
| 2011           | 67,5 %          | Michael Richter-Plettenberg |        | 80,5 %        |
| 2011           | 67,5 %          | Jan-Gernot Wichert          | CDU    | 16,5 %        |
| 2011           | 67,5 %          | Anders Arendt               |        | 03,0 %        |
| 2005 Stichwahl | 69,1 %          | Michael Richter-Plettenberg |        | 58,8 %        |
| 2005 Stichwahl | 69,1 %          | Freddy Greib                |        | 41,2 %        |
| 2002           | 65,1 %          | Anders Arendt               |        | 63,2 %        |
| 2002           | 65,1 %          | Oliver Haupt                | CDU    | 36,8 %        |
| 1996           | 70,0 %          | Oliver Haupt                | CDU    | 50,7 %        |
| 1996           | 70,0 %          | Klaus Fecho                 |        | 49,3 %        |

### Ortsbeiräte

#### Stadt Amöneburg
Für alle Stadtteile besteht ein Ortsbezirk mit Ortsbeirat und Ortsvorsteher nach der Hessischen Gemeindeordnung. Die Ortsbezirke bestehen jeweils aus dem Gebiet der ehemaligen Gemeinden. Die Wahl der Ortsbeiräte erfolgt im Rahmen der Kommunalwahlen. Der Ortsbeirat wählt eines seiner Mitglieder zum Ortsvorsteher bzw. zur Ortsvorsteherin.

#### Stadtteil Amöneburg
Der Ortsbeirat Amöneburg besteht aus fünf Mitgliedern. Bei den Kommunalwahlen in Hessen 2021 betrug die Wahlbeteiligung zum Ortsbeirat 57,17 %. Es wurden gewählt drei Mitglieder der „Gemeinschaftsliste Ortsbeirat Amöneburg“ (GLA) und zwei Mitglieder der „Amöneburger Wählergemeinschaft“. Der Ortsbeirat wählte Dennis Stein zum Ortsvorsteher.

### Wappen und Flagge
|  |  |

| | Blasonierung: „In Blau auf grünem Boden der heilige Martin auf silbernem Pferd, der mit dem Schwert seinen roten Mantel mit dem Bettler teilt, begleitet oben rechts von einem silbernen A, oben links von dem sechsspeichigen, silbernen Mainzer Rad.“ |
| Wappenbegründung: Das älteste bekannte Siegel Amöneburgs stammt aus dem Jahr 1258 und zeigt einen Bischof zwischen zwei Türmen. Alle späteren Siegel, bis auf eines, zeigen die Zusammensetzung von St. Martin und dem Bettler. St. Martin ist der Schutzpatron von Mainz, von deren Bischöfen die Stadt einst gegründet wurde. Einzige Ausnahme ist ein Siegel aus dem 18. Jahrhundert, das den Heiligen Georg und den Drachen zeigt. Im 19. Jahrhundert wurde die Komposition als Wappen verwendet und die Farben offiziell festgelegt. Nach dem Zusammenschluss mit den Nachbarorten in den 1970er-Jahren wurde das alte Wappen um das Rad des Landes Mainz und den Buchstaben A als Anfangsbuchstaben der Stadt ergänzt. Das Stadtwappen wurde am 8. Dezember 1978 vom Hessischen Minister des Innern genehmigt. Die am 18. Juli 1979 vom Hessischen Minister des Innern genehmigte Flagge der Stadt Amöneburg zeigt auf der zweistreifigen, nach dem oberen Drittel von Weiß und Rot gevierten Flaggenbahn das Wappen der Stadt. | |

### Städtepartnerschaften
Amöneburg unterhält mit folgenden Gemeinden eine Städtepartnerschaft:
- Château-Garnier, Nouvelle-Aquitaine, Frankreich
- Tuoro sul Trasimeno, Umbrien, Italien (seit 1987)
- Tragwein, Oberösterreich, Österreich

## Kultur und Sehenswurdigkeiten

### Regelmäßige Veranstaltungen
- Kirchweihfest (jährlich: letztes Augustwochenende, Veranstalter: örtliche Vereine)
- Amöneburger Lateinwochen (jährlich: in den hessischen Sommerferien)
- Erfurtshäuser Kirmes: (zweites Wochenende im Juli)
- Mardorfer Kirmes (jährlich, erstes Oktoberwochenende, Veranstalter: örtliche Vereine)
- Roßdorfer Kirmes (jährlich im September)
- KulturSpektakel (Kulturveranstaltung in der Schlossruine)
- Erfurtshäuser Ostereiermarkt (Wochenende vor Ostern im Bürgerhaus Mardorf, Kleiner Roßdorfer Weg 1)
- Schlossfestspiele (OpenAir-Theater Produktion im Sommer auf dem Festplatz an der Schlossruine)

### Museen
Das Museum Amöneburg zeigt im ehemaligen Brauhaus hinter dem Rathaus (Schulgasse 1) die Vor- und Frühgeschichte des Amöneburger Beckens, mittelalterliche Befestigungen und Grabungsfunde, Modelle und Dioramen mit erläuternden Schriften. Im Dachgeschoss des Gebäudes befindet sich das Naturschutz-Informations-Zentrum NIZA. Im Roßdorfer Haus der Vereine befindet sich ein Trachtenmuseum.

### Bauwerke

#### Kernstadt Amöneburg
- Der rechteckige Marktplatz wurde in dieser Form im 18. Jahrhundert angelegt und in den Jahren 1990 bis 1995 im Rahmen des Landesprogrammes „Einfache Stadterneuerung“ grundlegend und dem ursprünglichen Vorbild entsprechend saniert und restauriert. Auf ihm befindet sich der sogenannte Martinsbrunnen und an ihn grenzt das 1690 erbaute historische Rathaus an. In unmittelbarer Nähe befindet sich das Alte Brauhaus, in dem heutzutage das Museum Amöneburg sowie das Naturschutz-Informations-Zentrum Amöneburg untergebracht sind.[42]
- Die benachbarte Kirche ist die neugotische Basilika St. Johannes der Täufer. Der gedrungene Kirchturm aus dem 14. Jahrhundert mit barocker Haube steht an ihrer Nordseite.
- Um die Bergkuppe verläuft die größtenteils erhaltene Stadtmauer; ein Rundweg auf der Außenseite bietet eine gute Aussicht auf das Umland (Mauerrundweg). Zwei Türme der Stadtmauer sind heutzutage noch zu sehen. Die Stadtmauer schließt eine Fläche von rund 12 ha ein.
- Die Stadtmauer wurde in den 1980er Jahren aufwendig restauriert. Dies wurde vor allem durch Mittel der Arbeitsverwaltung ermöglicht, die dafür vom Landesarbeitsamt Hessen über das Arbeitsamt Marburg bewilligte 1,5 Millionen DM für die Bezahlung von über 100 Langzeitarbeitslosen über  eine Arbeitsbeschaffungsmaßnahme (ABM) bereitstellte. Der Präsident des Landesarbeitsamts, Dietrich Oldenburg, weihte zusammen mit dem  Landrat des Kreises Marburg-Biedenkopf und dem Bürgermeister von Amöneburg die restaurierte Stadtmauer ein.[43]
- Erhalten sind Ruinen der Burg Amöneburg. Von ihr sind heute noch Reste des Bergfrieds, mehrere Keller und der weitläufige Zwinger mit seinen Außentürmen zu sehen.
- Mit dem „Burghof am Lindauer Tor“ und der Wenigenburg sind zwei Burgmannenhöfe erhalten.
- Sehenswert sind außerdem noch der „Mainzer Hof“ mit Scheune und das Herrenhaus am Lindauer Tor.
- Nahe dem Hainturm steht die Evangelische Kapelle von 1897.

#### Unterhalb der Kernstadt Amöneburg
- Unterhalb der Kernstadt Amöneburg (nördlich des Amöneburg-Basaltkegels) befindet sich die Magdalenenkapelle (Lindaukapelle) am Standort der Wüstung Lindau. Die Kapelle entstand 1847 im neugotischen Stil und ist bis heute ein wichtiges Ziel für Wallfahrten am Bonifatiustag. Bekannt ist sie auch für die jährlich hier stattfindende Magdalenen-Oktav. Direkt gegenüber der Magdalenenkapelle liegt ein in Sandstein eingefasster Quellbrunnen – die Waschbach. Hier soll Bonifatius 721 die ersten Christen getauft haben. An der Magdalenenkapelle führt der Pilgerweg Elisabethpfad 2, der sich von Eisenach nach Marburg erstreckt, vorbei.[44][45]

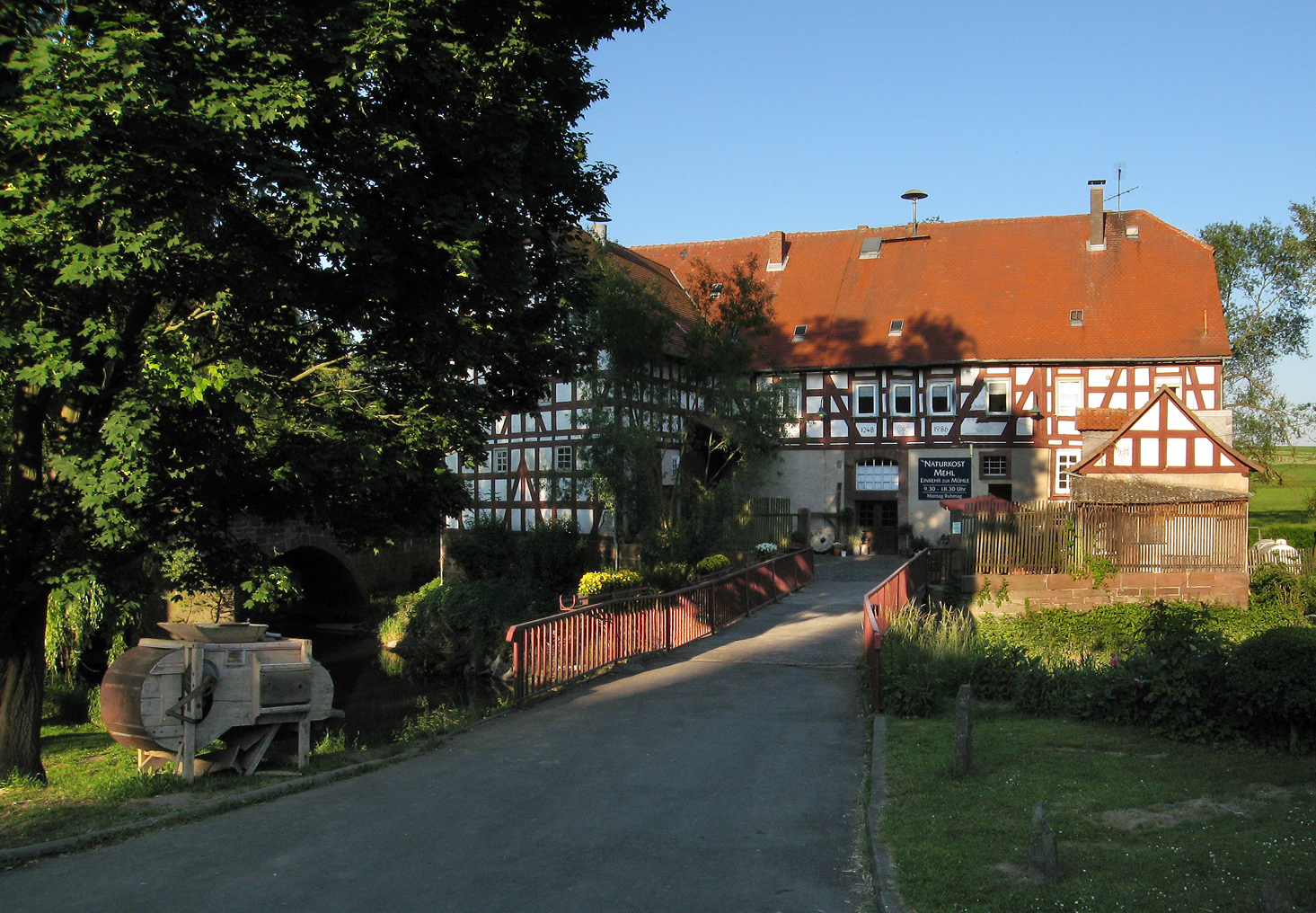
Die Brücker Mühle

- Am südöstlichen Fuß des Amöneburg-Basaltkegels befindet sich die historische Brücker Mühle. Im Laufe des Siebenjährigen Krieges (1756–1763) fand hier am 21. September 1762 die verlustreiche Schlacht an der Brücker Mühle zwischen mit Frankreich bzw. Preußen verbündeten Truppen statt.[46] Im Hof des direkt an die Mühle angrenzenden Brücker Wirtshauses befindet sich ein barocker Obelisk, der „Friedenstein“, der zum Gedenken an den im Wirtshaus geschlossenen Friedensvertrag errichtet wurde. Ursprünglich wurde die Brücker Mühle, eine Wassermühle, zum Mahlen von Getreide genutzt. Später diente sie auch als Pumpstation zur Wasserversorgung der Amöneburg (die Pumpstation kann in der Mühle besichtigt werden). Die Wassermühle selbst wird heute zur Stromgewinnung und in geringem Umfang zum Mahlen genutzt. Die Gebäude der Brücker Mühle und des Brücker Wirtshauses beherbergen heute einen Bioladen und ein Biorestaurant/-café.

#### Mardorf
- Sehenswert ist die Wehrkirche mit ihrem Turm. In Letzterem sind frühgotische Wandmalereien aus der Zeit um 1270 zu sehen. Im Altarraum der Kirche befindet sich das Grab des früheren Fuldaer Bischofs Eduard Schick. Wichtige Gegenstände seines Lebens sowie ein  Messgewand von Johannes Paul II sind in einer Vitrine im Sakristeigebäude zu sehen.[47]

#### Roßdorf
- Die katholische Pfarrkirche steht unter dem Patrozinium von Mariä Geburt und Johannes der Täufer. Sie wurde 1732 im Stil des Barock erbaut.
- An der historischen Wehrmauer, welche die Kirche umgibt, wurde nach der Schlacht an der Brücker Mühle zu Amöneburg (21. September 1762) ein Massengrab französischer Gefallener angelegt. An diese Toten des Siebenjährigen Krieges (1756–1763) erinnert seit 2014 eine zweisprachige Gedenktafel.

#### Weiteres
- Deutlich außerhalb der Kernstadt, jedoch seit 1928 auf Amöneburger Gemarkung, liegt das Landgut Schloss Plausdorf mit Gebäudeteilen aus dem 16. Jahrhundert; es befindet sich in Privatbesitz und ist nicht frei zugänglich.

### Natur
- Das Naturschutzgebiet Amöneburg ist das zweitälteste hessische Naturschutzgebiet und wird durch einen Naturlehrpfad erschlossen. Von besonderer Bedeutung ist die Magerrasenflora des Westhanges und des Hanges der Wenigenburg. Informationen hierzu sind im Naturschutz-Informations-Zentrum neben dem Rathaus zu erhalten.[9]
- Die Stadt Amöneburg ist mit seinem Geotop Amöneburg Mitglied im Geopark Vulkanregion Vogelsberg (der Berg Amöneburg ist ein Ausläufer des Vogelsbergs). Geologisch besonders sehenswert sind hier die Basaltsäulen in Meilerstellung an der Ostwand der Amöneburg.[48]
- Am Fuße der Amöneburg liegt das 22 ha große Naturschutzgebiet Radenhäuser Lache mit seinen kleinen Inseln und Flachwasserzonen, die zur Zugzeit für viele Watvögel Nahrungs- und Rastplatz sind. Von einem kleinen Parkplatz an der Straße nach Großseelheim gelangt man zu einem Beobachtungsstand, von dem man einen guten Blick auf die eingezäunte Lache hat. Für die Pflege der Ufervegetation und des Schlicks sorgt eine Herde schottischer Hochlandrinder.[49]

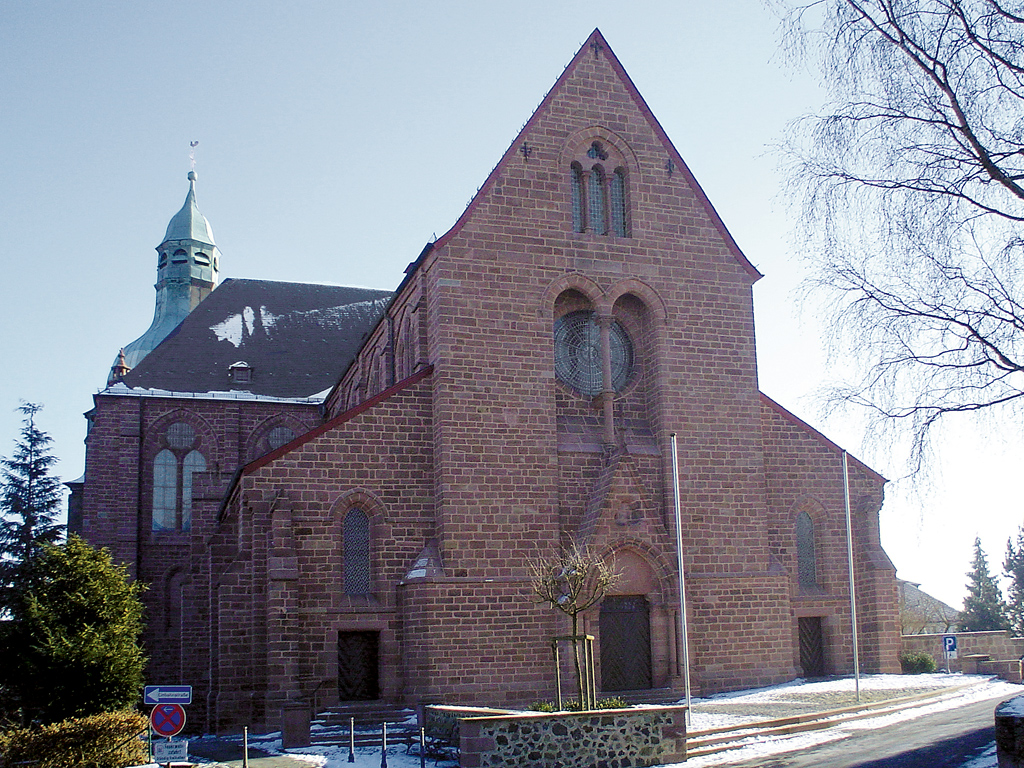
Stiftskirche St. Johann in Amöneburg
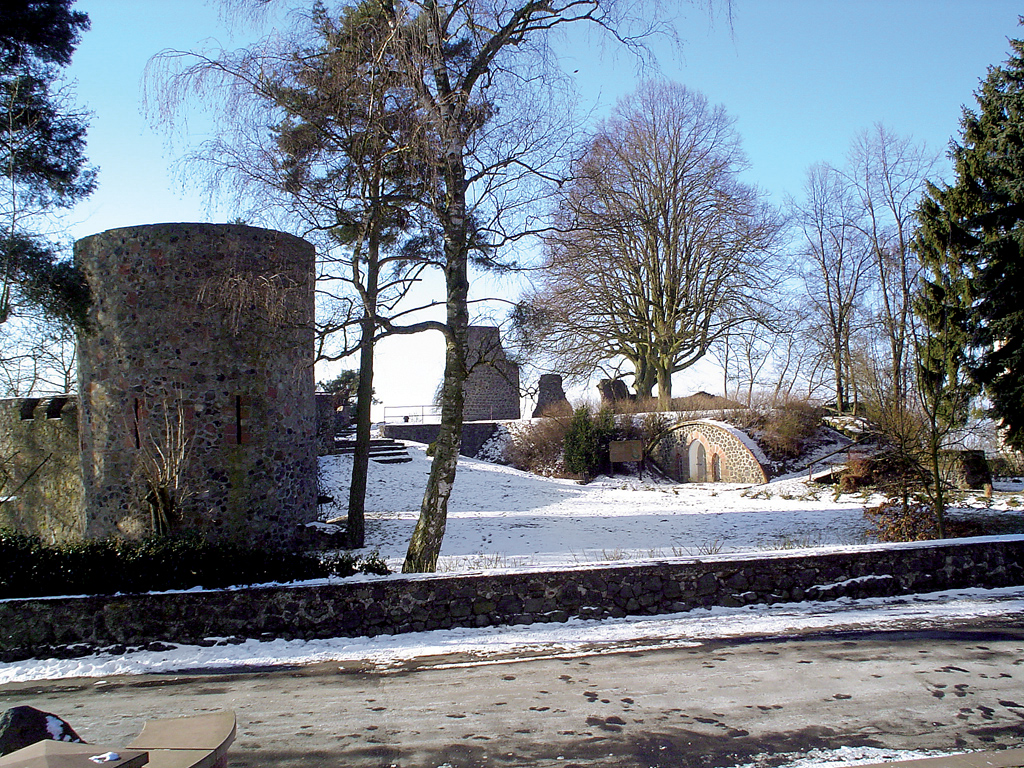
Burg Amöneburg
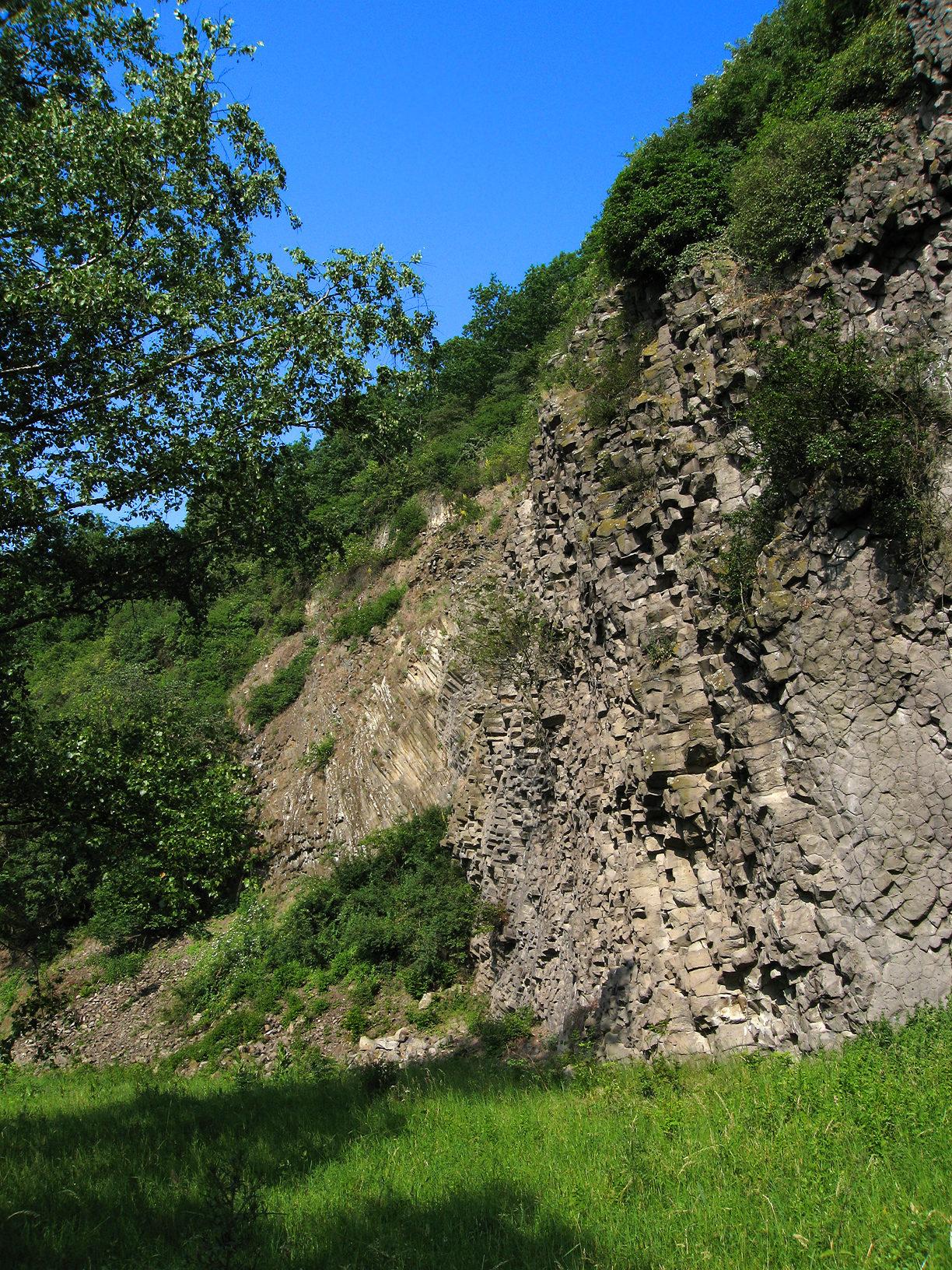
Teile des Basaltkegels, auf dem Amöneburg steht
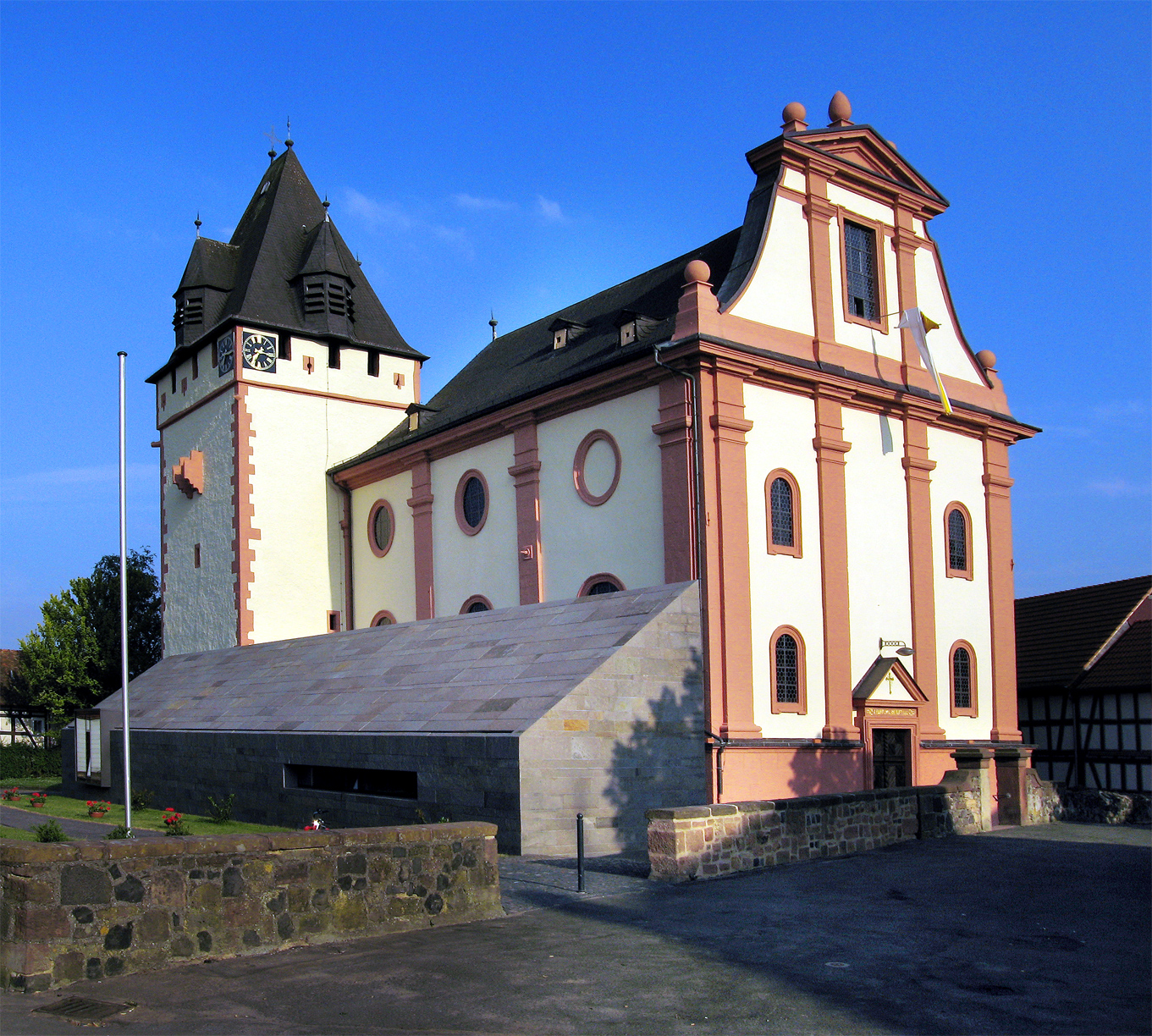
Die Kirche in Mardorf
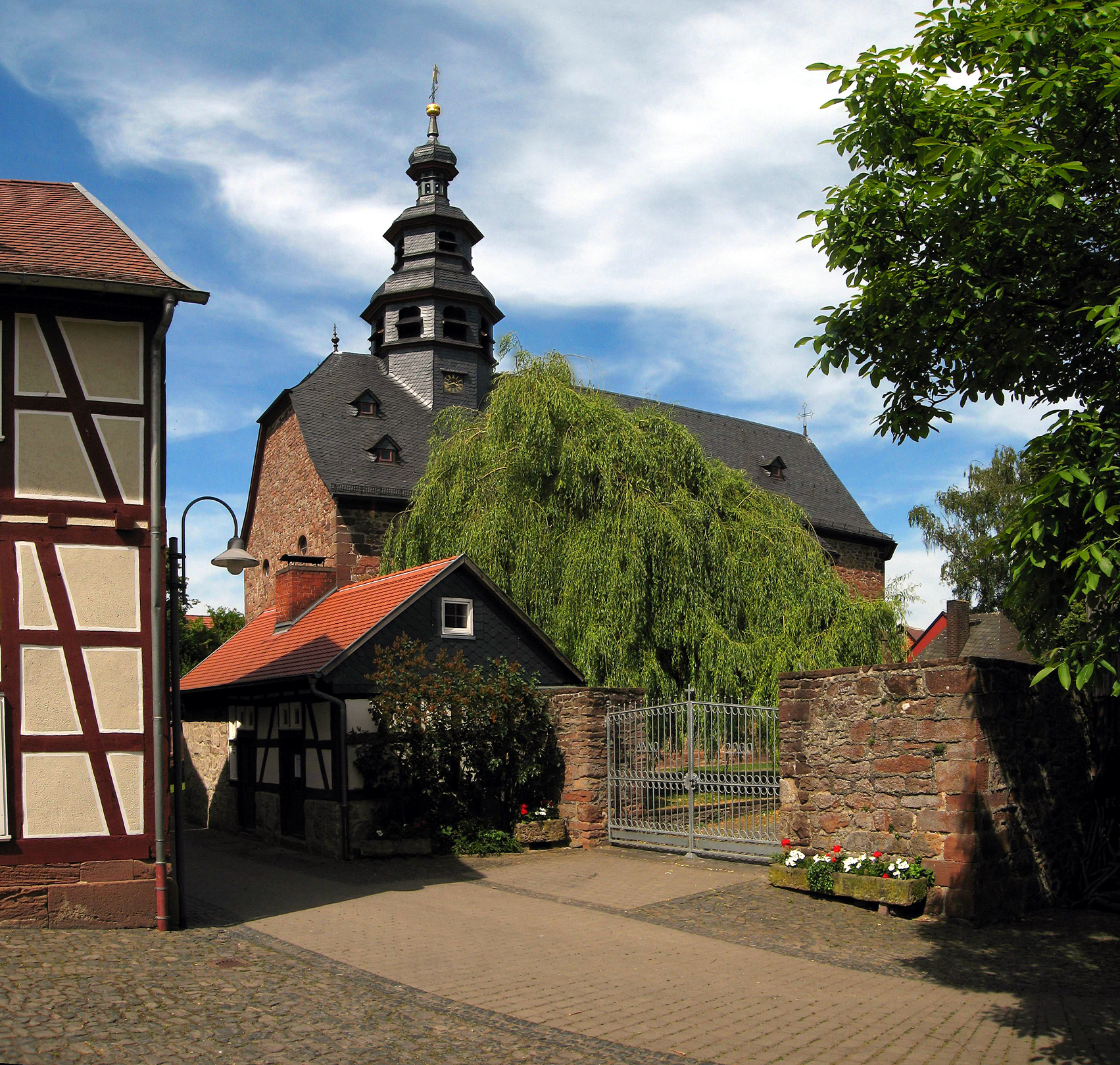
Alter Ortskern mit Kirche in Roßdorf
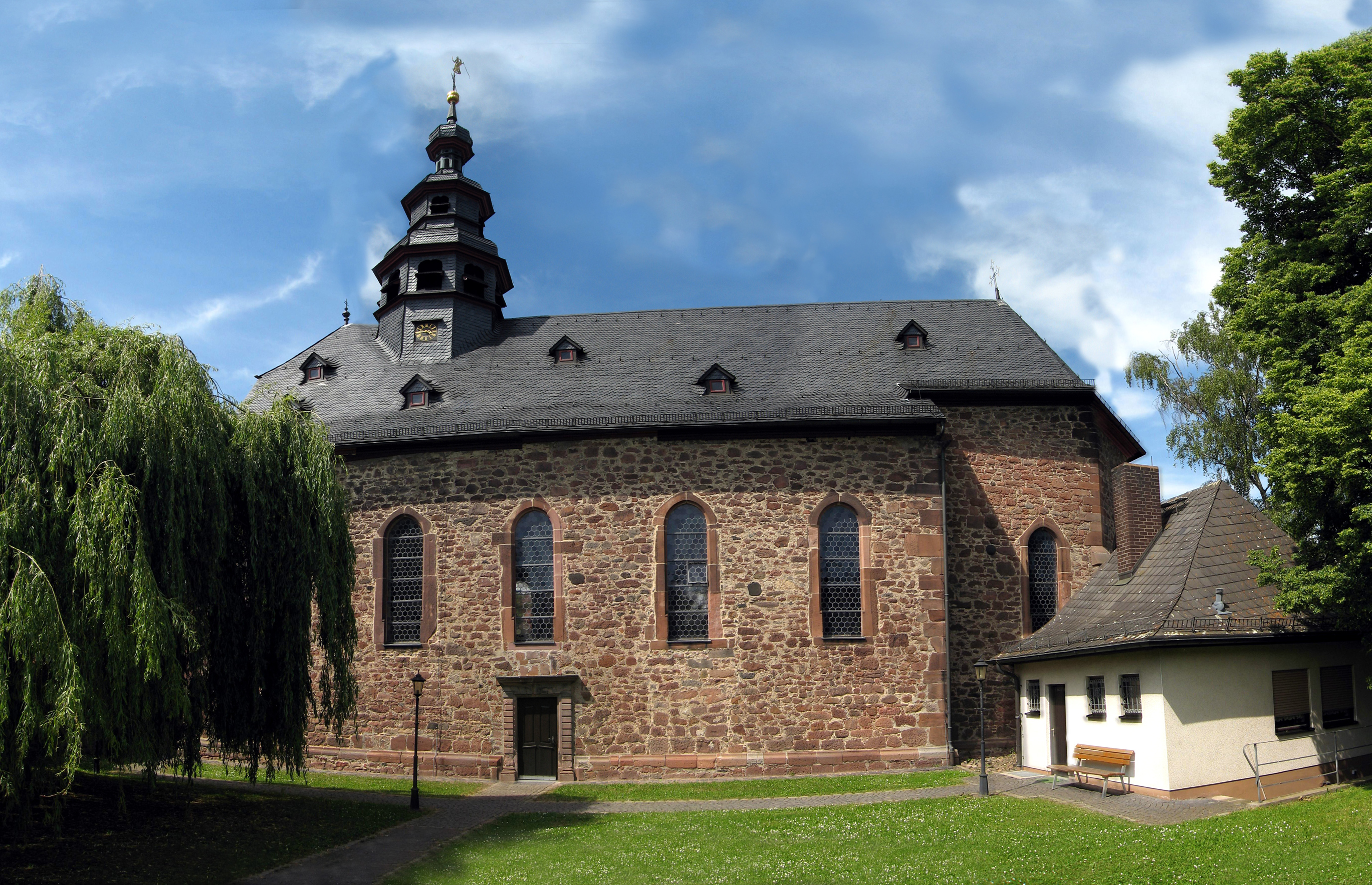
Die Kirche in Roßdorf
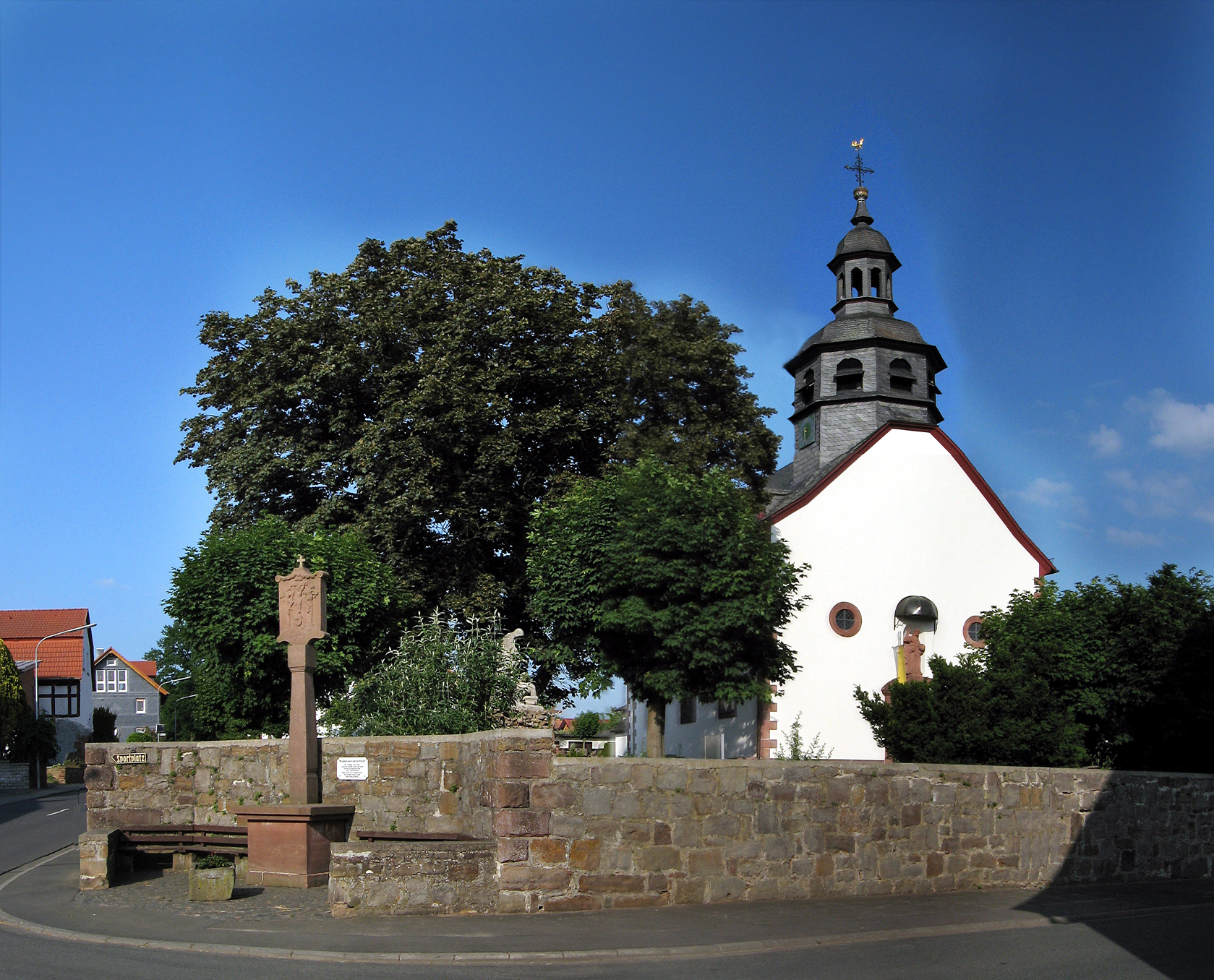
Die Kirche in Rüdigheim
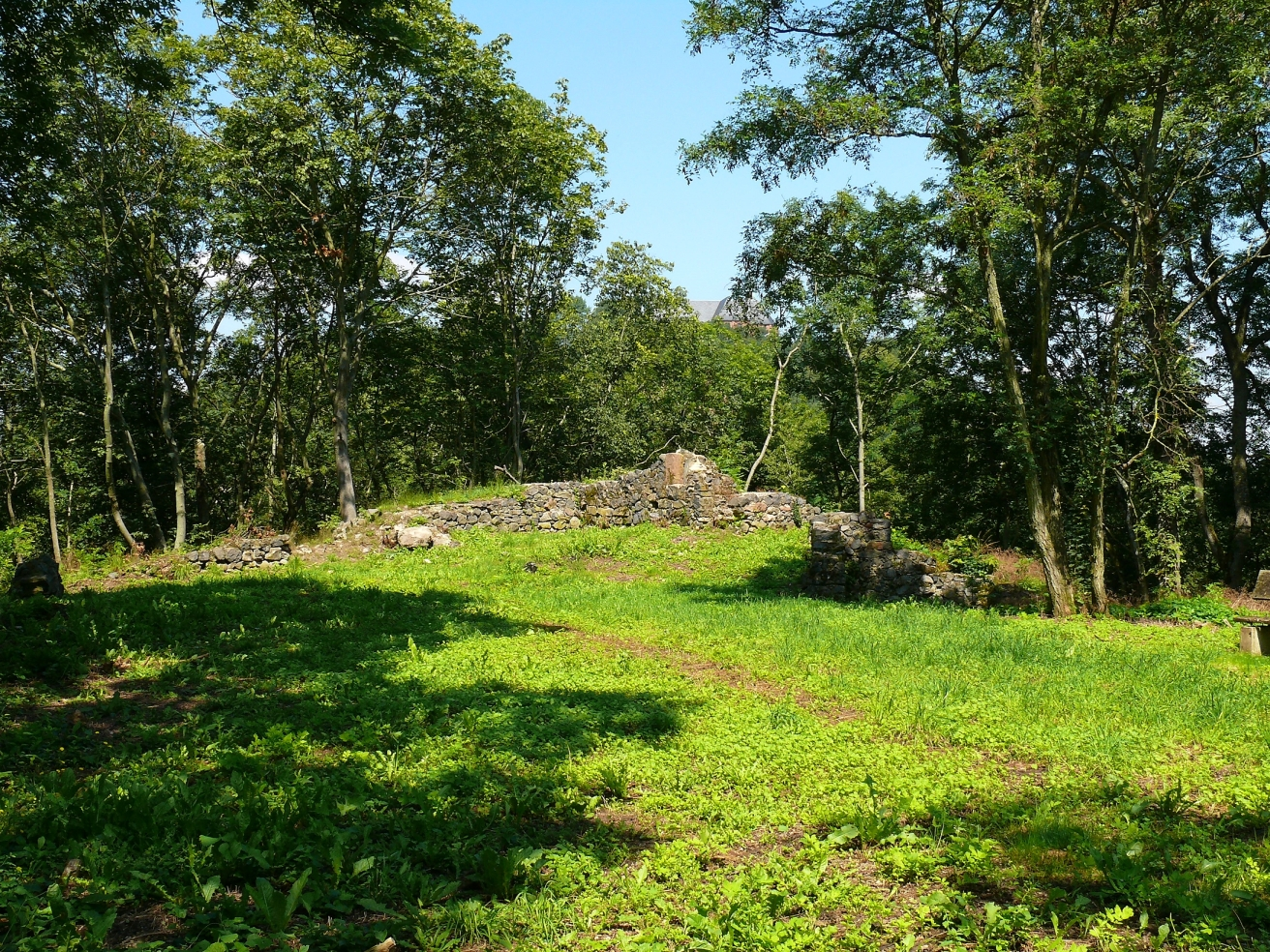
Ruine der Vorburg Wenigenburg
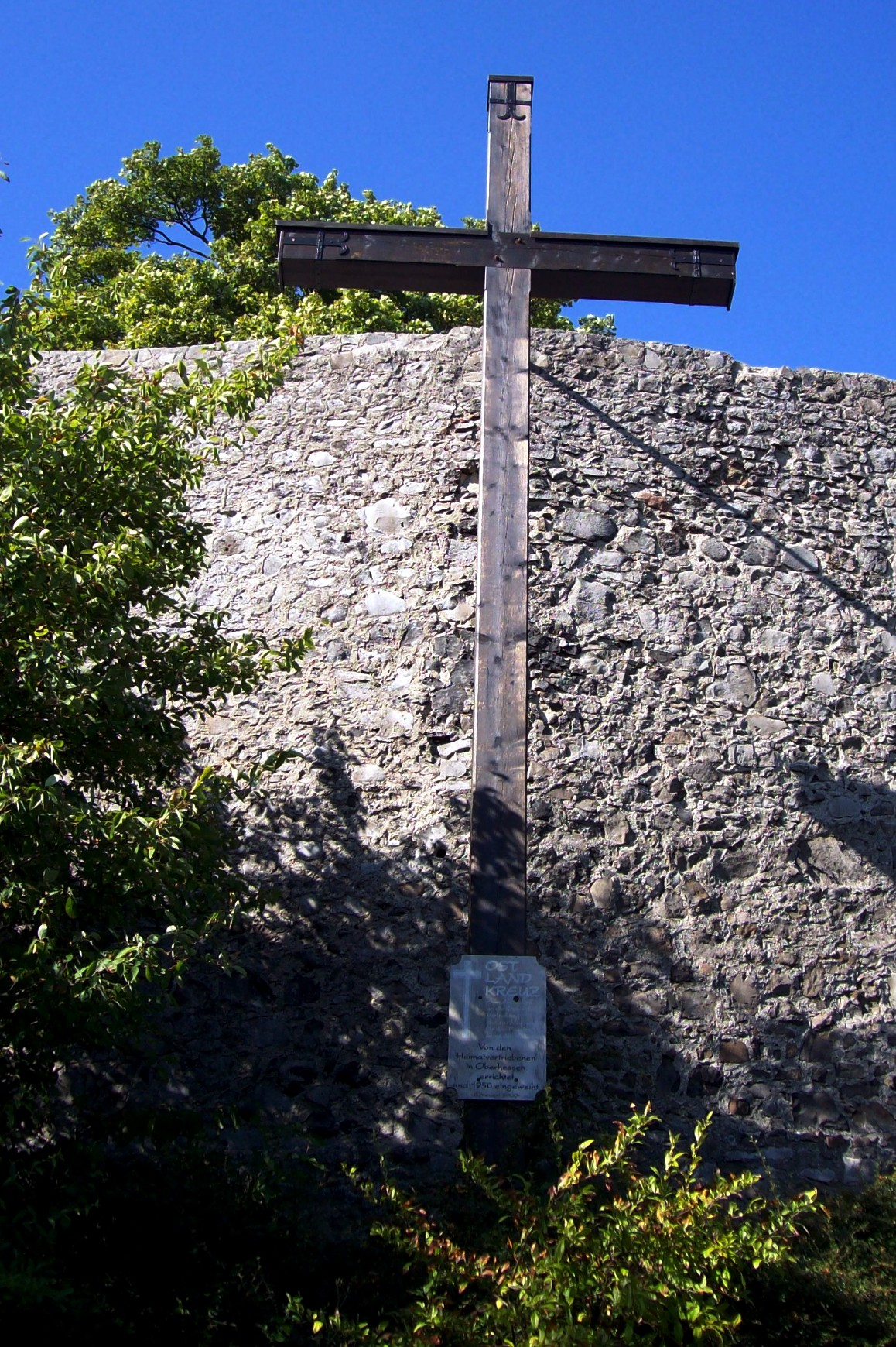
Ostland Kreuz auf der Amöneburg
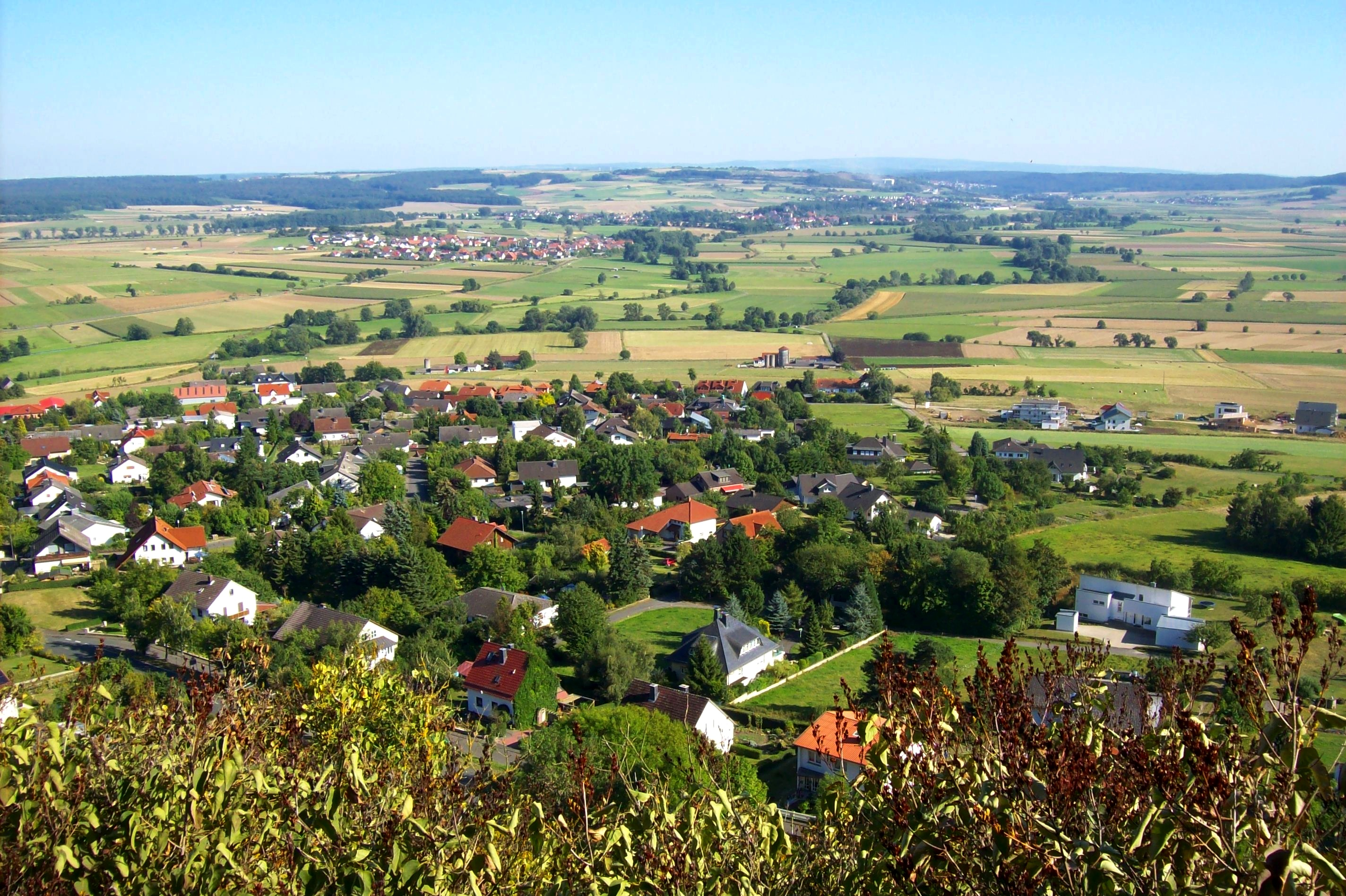
Weite Sicht von der Amöneburg

## Verkehr
Etwas nördlich von Amöneburg verlaufen die B 62 (Biedenkopf–Alsfeld) (mit Abzweig zur B 454 nach Schwalmstadt) und die B 3 in Richtung Marburg. Der nächste Bahnhof befindet sich 5 km nördlich von Amöneburg in Kirchhain an der Main-Weser-Bahn Frankfurt–Kassel.
Etwa 1 km südwestlich des Zentrums liegt das Segelfluggelände Amöneburg.

## Persönlichkeiten

### In Amöneburg geborene Persönlichkeiten
- Johannes Ferrarius (um 1486–1558), Religionsgelehrter, Jurist und erster Rektor an der Universität Marburg
- Gernand Philipp von Schwalbach (1579–1647), kurmainzischer, fürstäbtlich fuldischer, fürstbischöflich würzburgischer und kaiserlicher Rat sowie Amtmann in Amorbach, Mackenzell und Haselstein, Dechant in Bleidenstadt und Propst in Heiligenstadt
- Johann Balthasar Braun (1643/44–1688), Jurist und Professor an der Benediktineruniversität Salzburg
- Karl Greib (1899–1976), CSU-Politiker
- Eduard Schick (1906–2000), Bischof von Fulda von 1974 bis 1982, geboren in Mardorf
- Kurt Nacken (1908–1964), Politiker
- Josef Mönninger (1919–2017), katholischer Theologe, geboren in Rüdigheim
- Gerhard Soff (1949–2004), theoretischer Physiker

### Persönlichkeiten, die in Amöneburg gelebt oder gewirkt haben
- Bonifatius (um 673–754/755), gründete 721 unterhalb der Burg Amöneburg eine Klosterzelle und begann von Amöneburg aus die Christianisierung Oberhessens
- Poppo I. (Reichenbach) (?–1156), Burggraf von Amöneburg
- Justus Rang (1802–1859), Richter, Verwaltungsbeamter und Parlamentarier, war Justizbeamter und 1. Depositar beim Justizamt Amöneburg und Richter am Amtsgericht Amöneburg
- Josef Gutmann (1913–1997), Schulleiter an der Stiftschule, wegen Gewaltexzessen posthum überregional bekannt geworden
- Ludwig Schick (* 1949), Weihbischof in Fulda 1998–2002, seit 2002 Erzbischof von Bamberg, aufgewachsen in Mardorf, Ehrenbürger von Amöneburg
- Werner Kathrein (* 1953), Domdechant in Fulda, ging in Amöneburg auf die Stiftsschule St. Johann. Aufgewachsen in Amöneburg?
- Stefan Heck (* 1982), Bundestagsabgeordneter und CDU-Politiker, Mitglied der Stadtverordnetenversammlung der Stadt Amöneburg und seit 2011 deren Vorsteher. aufgewachsen in Amöneburg-Mardorf

Für Persönlichkeiten, die nur Schüler der Stiftsschule St. Johann waren, siehe hier.